# Актан Керейулы
Актан Керейулы (1850, ныне Байганинский район Актобинской области — 1912, там же) — казахский акын. Происходит из подрода жеменей-есен рода Адай ветви байулы крупного племени Алшын.
Произведения Актана делятся на философско-назидательское терме и толгау: «Аяғына қан түссе», «Біріншіден не жаман» и другие; обрядовобытовые песни: «Той бастар», «Бата» и другие. В эпичных сказаниях «Замана жайында», «Тыңдасаңыз сөзімді», «Қайыспас бұлан нар едім» Актан повествует о героях —- защитниках родной земли. Произведения Актана включены в сборник «Ертедегі әдебиет нұсқалары» («Образцы древней литературы», 1967), «Ақберен» (1972), «Өсиет-нама» («Книга наставлений», 1982), «Бес ғасыр жырлайды» («Поэты пяти веков», 1985—89), «Жырлайды Дария» (1995), «Абыл, Нұрым, Ақтамым» (1997).